# Язув
Язув (пол. Jazów, нім. Haaso) — село в Польщі, у гміні Губін Кросненського повіту Любуського воєводства.
Населення — 105 осіб (2011).
У 1975-1998 роках село належало до Зеленогурського воєводства.

## Демографія
Демографічна структура станом на 31 березня 2011 року:
|          | Загалом | Допрацездатний вік | Працездатний вік | Постпрацездатний вік |
| -------- | ------- | ------------------ | ---------------- | -------------------- |
| Чоловіки | 61      | 8                  | 48               | 5                    |
| Жінки    | 44      | 9                  | 27               | 8                    |
| Разом    | 105     | 17                 | 75               | 13                   |